# 웰바이오텍
웰바이오텍(Well Biotec Co., Ltd.)은 대한민국의 기업이다. 본사는 서울시 강남구 영동대로 106길 17 5층에 위치해 있으며 대표이사는 구세현, 한승일이다. 1997년 7월 18일에 코스피 시장에 상장하였다.

## 사업
2023년 세계 리튬 생산 6위인 짐바브웨 정부로부터 리튬 원광 수출에 대한 허가를 받아 월 2만t 규모의 스포듀민(고순도 리튬을 함유한 원석)을 수입하였다

## 계열사
- 나이스팜
- 로드스타씨앤에어

## 참고문헌
1. ↑  웰바이오텍,구세현·한승일 각자 대표이사 체제 돌입, 팜뉴스, 2023년 10월 13일
2. ↑  배요한, 에스유홀딩스 "웰바이오텍과 짐바브웨 고순도 리튬 원광 사업 공동 추진", 뉴스핌, 2023년 9월 7일
3. ↑  이권구, 웰바이오텍 “전기차 리튬 원석, 月 2만톤 수입 성공”, 이데일리, 2023년 7월 11일